# Școala Superioară de Comerț din Târgu Mureș
Școala Superioară de Comerț (în maghiară Felső Kereskedelmi Iskola) este o clădire construită în stil Secession în municipiul Târgu Mureș, aflându-se pe lista monumentelor istorice sub codul LMI:  MS-II-m-B-15572. În prezent găzduiește Facultatea de Inginerie. 

## Istoric
Încă din prima parte a anului 1909 instituția a solicitat sprijin în vederea construirii unui sediu corespunzător, amplasamentul ales fiind cel din
dreptul laturii de est a cetății feudale. La 17 decembrie 1908 consiliul orașului liber regesc solicita arhitectului Sándor Baumgarten să întocmească o documentație preliminară a noii școli. În ședința de consiliu a orașului din 17 aprilie 1909, primarul György Bernády a solicitat stabilirea definitivă a amplasamentului noii clădiri, care să cuprindă și un internat pentru cel puțin 50 elevi. Planurile finale și realizarea lor însă se leagă de numele arhitectului șef Sándor Radó. Conform unor surse construcția clădirii Școlii Superioare de Comerț a durat între 1908-1912, iar instituția s-a putut muta acolo în anul 1911. Însă pe lista monumentelor istorice la data finalizării apare 1905.
În paralel cu edificarea clădirii reprezentative a Școlii de Comerț Superior Bulevardul Cetății a căpătat aspectul de astăzi. În 1912, la inițiativa primarului György Bernády, au fost plantați pe ambele părți a străzii arbori de sâmbovină originari din America de Nord. Planurile au fost realizate de arhitectul șef Sándor Radó și arborii au fost cumpărați din Viena.

## Descriere
Limbajul arhitectural folosit în acest caz este secession sever, cu influențe orientale și cu elemente decorative geometrizate. În zona de confluență a celor doua aripi se afla fațada principală, la care este reluată idea nișei intrării susținută de coloane. Deasupra ultimului nivel se înalță masivul fronton, străpuns de cele cinci ferestre de aerisire a spațiului din pod, marcat de forme curbilinii și decorat cu urne. În Sala Festivă era montat un vitraliu în stil secession despre contele reformist István Széchenyi care potrivit unor surse a fost distrus în anii 1960.